# Melanophyllum
Melanophyllum is een geslacht van schimmels behorend tot de familie Agaricaceae. Het geslacht is wetenschappelijk beschereven door de Tsjechische botanicus en mycoloog Josef Velenovský en voor het eerst in 1921 geldig gepubliceerd. De typesoort is Melanophyllum haematospermum. 

## Soorten
Volgens Index Fungorum telt het geslacht vier soorten (peildatum november 2021):
| Soortnaam                                        | Auteur(s)       | Publicatiejaar |
| ------------------------------------------------ | --------------- | -------------- |
| Melanophyllum collariatum                        | Velen.          | 1921           |
| Melanophyllum eyrei (Groenplaatzwammetje)        | (Massee) Singer | 1951           |
| Melanophyllum globisporum                        | T.J. Baroni     | 1981           |
| Melanophyllum haematospermum (Verkleurzwammetje) | (Bull.) Kreisel | 1984           |